# Colostethus argyrogaster
Espèce
Synonymes
- Hyloxalus  argyrogaster (Morales & Schulte, 1993)

Statut de conservation UICN

 LC  : Préoccupation mineure
Colostethus argyrogaster est une espèce d'amphibiens de la famille des Dendrobatidae.

## Répartition
Cette espèce est endémique du Pérou. Elle se rencontre dans les régions d'Amazonas et de San Martín de 400 à 1 700 m d'altitude dans la cordillère Centrale.

## Publication originale
- Morales & Schulte, 1993 : Dos especies nuevas de Colostethus (Anura, Dendrobatidae) en las vertientes de la Cordillera Oriental del Peru y del Ecuador. Alytes (Paris), vol. 11, no 3, p. 97-106.